# Sometimes You Can’t Make It on Your Own
Sometimes You Can’t Make It on Your Own – ballada rockowa grupy U2, pochodząca z jej wydanego w 2004 roku albumu, How to Dismantle an Atomic Bomb. Została wydana jako drugi singel promujący tę płytę i 7 lutego 2005 roku zadebiutowała na pierwszym miejscu brytyjskiej listy UK Singles Chart. Utwór w oryginale miał mieć tytuł „Tough”. W 2006 roku piosenka wygrała dwie nagrody Grammy.
Autorem tekstu utworu jest Bono; tekst jest hołdem dla jego zmarłego w 2001 roku ojca. Teledysk piosenki rozpoczyna się notką, „I wish I’d known him better” skierowaną właśnie do niego.
Set box The Complete U2 zawierał wersję demo utworu, nieco różniącą się od tej, która znalazła się na albumie. Na edycji deluxe płyty znalazło się także bonusowe DVD z akustycznym wykonaniem piosenki przez Bono i The Edge’a.

## Lista utworów

### CD1
1. „Sometimes You Can’t Make it On Your Own” (edycja radiowa) (4:51)
2. „Fast Cars” (Jacknife Lee Mix) (3:28)

### CD2
1. „Sometimes You Can’t Make it On Your Own” (edycja radiowa) (4:51)
2. „Ave Maria” (Jacknife Lee Mix) (3:35)
3. „Vertigo” (Redanka Power Mix) (7:32)

### CD3 Japonia
1. „Sometimes You Can’t Make it On Your Own” (edycja radiowa) (4:51)
2. „Fast Cars” (Jacknife Lee Mix) (3:28)
3. „Vertigo” (Trent Reznor Remix) (3:38)
4. „Vertigo” (Redanka Power Mix) (7:32)
5. „Ave Maria” (Jacknife Lee Mix) (3:35)

### DVD
1. „Sometimes You Can’t Make it On Your Own” (wersja na żywo, nagrana 16 listopada 2004) (video) (5:15)
2. „Vertigo” (video) (3:11)
3. „Sometimes You Can’t Make it On Your Own” (wersja albumowa) (audio) (5:05)
4. „Vertigo” (Trent Reznor Remix) (audio) (3:38)

## Pozycje na listach
| Kraj/Lista (2005)                                | Pozycja |
| ------------------------------------------------ | ------- |
| Hiszpania                                        | 1       |
| Kanada                                           | 1       |
| Łotwa                                            | 1       |
| Portugalia                                       | 1       |
| Wielka Brytania (UK Singles Chart)               | 1       |
| Chiny                                            | 2       |
| Dania                                            | 2       |
| Holandia                                         | 2       |
| Irlandia                                         | 3       |
| Norwegia                                         | 6       |
| Chile                                            | 12      |
| Australia (ARIA Charts)                          | 19      |
| Niemcy                                           | 23      |
| Szwecja                                          | 24      |
| Stany Zjednoczone (Billboard Adult Top 40)       | 15      |
| Stany Zjednoczone (Billboard Modern Rock Tracks) | 29      |
| Stany Zjednoczone (Billboard Pop 100)            | 87      |
| Stany Zjednoczone (Billboard Hot 100)            | 97      |